# Сельское поселение Муранка
Сельское поселение Муранка — муниципальное образование в Шигонском районе Самарской области.
Административный центр поселения — село Муранка.

## Население
| 2010  | 2012  | 2013  | 2014  | 2015  | 2016  | 2017  |
| ----- | ----- | ----- | ----- | ----- | ----- | ----- |
| 1210  | ↘1193 | ↗1206 | ↗1232 | ↗1268 | ↗1305 | ↗1313 |
| 2018  | 2019  | 2020  | 2021  |       |       |       |
| ↘1278 | ↘1255 | ↗1267 | ↗1386 |       |       |       |

## Состав сельского поселения
| № | Населённый пункт | Тип населённого пункта       | Население |
| - | ---------------- | ---------------------------- | --------- |
| 1 | Львовка          | посёлок                      | 284       |
| 2 | Муранка          | село, административный центр | 889       |
| 3 | Сытовка          | село                         | 10        |
| 4 | Ульяновский      | посёлок                      | 27        |